# Kommunreformen i Danmark 2007
En dansk kommunreform trädde i kraft den 1 januari 2007. Den innebar att Danmarks 13 amt (motsvarande län) ersattes av fem regioner samt att 270 kommuner minskades till 98. Den nya strukturen ersätter den indelning som kom i och med kommunreformen 1970.
Kommunreformen innebar, förutom sammanslagningar av kommuner, att flera kommuner splittrades genom att vissa socknar (sogn, den danska motsvarigheten till församling i Sverige) uppgick i en annan kommun än resten av den tidigare.

## Nya kommuner
| Ny kommun                       | Tidigare kommun(er) |
| Region Huvudstaden              | Region Huvudstaden |
| ------------------------------- | --- |
| Köpenhamns kommun               | Köpenhamns kommun |
| Frederiksbergs kommun           | Frederiksbergs kommun |
| Ballerups kommun                | Ballerups kommun |
| Brøndby kommun                  | Brøndby kommun |
| Dragørs kommun                  | Dragørs kommun |
| Gentofte kommun                 | Gentofte kommun |
| Gladsaxe kommun                 | Gladsaxe kommun |
| Glostrups kommun                | Glostrups kommun |
| Herlevs kommun                  | Herlevs kommun |
| Albertslunds kommun             | Albertslunds kommun |
| Hvidovre kommun                 | Hvidovre kommun |
| Høje-Tåstrups kommun            | Høje-Tåstrups kommun |
| Egedals kommun                  | Ledøje-Smørums kommun, Stenløse kommun, Ølstykke kommun |
| Lyngby-Taarbæks kommun          | Lyngby-Taarbæks kommun |
| Rødovre kommun                  | Rødovre kommun |
| Rudersdals kommun               | Søllerøds kommun, Birkerøds kommun |
| Ishøjs kommun                   | Ishøjs kommun |
| Tårnby kommun                   | Tårnby kommun |
| Vallensbæks kommun              | Vallensbæks kommun |
| Furesø kommun                   | Værløse kommun, Farums kommun |
| Allerøds kommun                 | Allerøds kommun |
| Fredensborgs kommun             | Fredensborg-Humlebæks kommun, Karlebo kommun |
| Frederikssunds kommun           | Frederikssunds kommun, Slangerups kommun (utan Uvelse socken), Skibby kommun, Jægerspris kommun                                                                                      |
| Frederiksværk-Hundesteds kommun | Frederiksværks kommun, Hundesteds kommun, efter vägledande folkomröstning Halsnæs kommun från 2008                                                                                   |
| Gribskovs kommun                | Græsted-Gilleleje kommun, Helsinge kommun |
| Helsingørs kommun               | Helsingørs kommun |
| Hillerøds kommun                | Hillerøds kommun, Skævinge kommun och Uvelse socken |
| Hørsholms kommun                | Hørsholms kommun |
| Bornholms kommun                | Bornholms regionskommun (alla Bornholms kommuner slogs samman fyra år innan kommunreformen)                                                                                          |
| Region Själland                 | |
| Lejre kommun                    | Bramsnæs kommun, Hvalsø kommun, Lejre kommun |
| Greve kommun                    | Greve kommun |
| Roskilde kommun                 | Gundsø kommun, Ramsø kommun, Roskilde kommun |
| Køge kommun                     | Køge kommun, Skovbo kommun |
| Solrøds kommun                  | Solrøds kommun |
| Stevns kommun                   | Vallø kommun, Stevns kommun |
| Kalundborgs kommun              | Bjergsteds kommun, Gørlevs kommun, Hvidebæks kommun, Høngs kommun, Kalundborgs kommun                                                                                                |
| Sorø kommun                     | Dianalunds kommun, Sorø kommun, Stenlille kommun |
| Odsherreds kommun               | Dragsholms kommun, Nykøbing-Rørvigs kommun, Trundholms kommun |
| Næstveds kommun                 | Fuglebjergs kommun, Fladså kommun, Holmegårds kommun, Næstveds kommun, Suså kommun                                                                                                   |
| Slagelse kommun                 | Hashøjs kommun, Korsørs kommun, Skælskørs kommun, Slagelse kommun |
| Faxe kommun                     | Haslevs kommun, Fakse kommun, Rønnede kommun |
| Holbæks kommun                  | Holbæks kommun, Jernløse kommun, Svinninge kommun, Tornveds kommun, Tølløse kommun                                                                                                   |
| Lollands kommun                 | Holeby kommun, Højreby kommun, Maribo kommun, Rødby kommun, Nakskovs kommun, Rudbjergs kommun, Ravnsborgs kommun                                                                     |
| Ringsteds kommun                | Ringsteds kommun |
| Vordingborgs kommun             | Langebæks kommun, Møns kommun, Præstø kommun, Vordingborgs kommun |
| Guldborgsunds kommun            | Nykøbing Falsters kommun, Nysteds kommun, Nørre Alslevs kommun, Sakskøbings kommun, Stubbekøbings kommun, Sydfalsters kommun                                                         |
| Region Syddanmark               | |
| Assens kommun                   | Assens kommun, Glamsbjergs kommun, Haarby kommun, Tommerups kommun, Vissenbjergs kommun, Aarups kommun                                                                               |
| Bogense kommun                  | Bogense kommun, Otterups kommun, Søndersø kommun |
| Fåborg-Midtfyns kommun          | Broby kommun, Fåborgs kommun, Ringe kommun, Ryslinge kommun, Årslevs kommun |
| Svendborgs kommun               | Egebjergs kommun, Gudme kommun, Svendborgs kommun |
| Middelfarts kommun              | Ejby kommun, Middelfarts kommun, Nørre Aaby kommun |
| Kerteminde kommun               | Kerteminde kommun, Langeskovs kommun, Munkebo kommun |
| Ærø kommun                      | Marstals kommun, Ærøskøbings kommun (sammanslagning skedde 1 januari 2006 och ingår i kommunreformen)                                                                                |
| Nyborgs kommun                  | Nyborgs kommun, Ullerslevs kommun, Ørbæks kommun |
| Odense kommun                   | Odense kommun |
| Langelands kommun               | Rudkøbings kommun, Sydlangelands kommun, Tranekærs kommun |
| Sønderborgs kommun              | Augustenborgs kommun, Broagers kommun, Gråstens kommun, Nordborgs kommun, Sønderborgs kommun, Sundeveds kommun, Sydals kommun                                                        |
| Aabenraa kommun                 | Bovs kommun, Lundtofts kommun, Rødekro kommun, Tinglevs kommun, Aabenraa kommun |
| Tønders kommun                  | Bredebro kommun, Højers kommun, Løgumklosters kommun, Nørre-Rangstrups kommun (undantaget Bevtofts socken), Skærbæks kommun, Tønders kommun                                          |
| Koldings kommun                 | Koldings kommun, Lunderskovs kommun, Vamdrups kommun, Vester Nebels socken (i Egtveds kommun), Christiansfelds kommun utom Bjernings socken, Fjelstrups socken och Hjerndrups socken |
| Haderslev kommun                | Grams kommun, Haderslevs kommun, Vojens kommun, Bevtofts socken (Nr. Rangstrups kommun), Bjernings socken, Fjelstrups socken och Hjerndrups socken (Christiansfeld kommun)           |
| Vejens kommun                   | Røddings kommun, Brørups kommun, Holsteds kommun, Vejens kommun |
| Billunds kommun                 | Billunds kommun, Grindsteds kommun |
| Varde kommun                    | Blaabjergs kommun, Blåvandshuks kommun, Helle kommun, Varde kommun, Ølgods kommun |
| Esbjergs kommun                 | Brammings kommun, Esbjergs kommun, Ribe kommun |
| Fanø kommun                     | Fanø kommun |
| Vejle kommun                    | Børkops kommun, Egtveds kommun (förutom Vester Nebels socken), Give kommun, Jellings kommun, Vejle kommun, Grejs socken (Tørring-Uldums kommun)                                      |
| Fredericia kommun               | Fredericia kommun |
| Region Mittjylland              | |
| Horsens kommun                  | Brædstrups kommun (förutom Voerladegårds socken), Gedveds kommun, Horsens kommun |
| Hedensteds kommun               | Hedensteds kommun, Juelsminde kommun, Tørring-Uldums kommun (undantaget Grejs socken)                                                                                                |
| Ikast-Brande kommun             | Nörre-Snede kommun, Brande kommun, Ikasts kommun |
| Hernings kommun                 | Aulum-Haderups kommun, Hernings kommun, Trehøje kommun, Aaskovs kommun |
| Ringkøbing-Skjerns kommun       | Egvads kommun, Ringkøbings kommun, Skjerns kommun, Videbæks kommun, Holmslands kommun                                                                                                |
| Holstebro kommun                | Holstebro kommun, Ulfborg-Vembs kommun, Vinderups kommun |
| Lemvigs kommun                  | Lemvigs kommun, Thyborøn-Harboøre kommun |
| Struers kommun                  | Struers kommun, Thyholms kommun |
| Syddjurs kommun                 | Ebeltofts kommun, Midtdjurs kommun, Rosenholms kommun, Rønde kommun |
| Skanderborgs kommun             | Galtens kommun, Hørnings kommun, Ry kommun, Skanderborgs kommun, Voerladegårds socken (Brædstrups kommun)                                                                            |
| Silkeborgs kommun               | Gjerns kommun, Silkeborgs kommun, Thems kommun, Kjellerups kommun |
| Norddjurs kommun                | Grenå kommun, Nörre Djurs kommun, Rougsø kommun, den östra halvan av Sønderhalds kommun                                                                                              |
| Favrskovs kommun                | Hadstens kommun, Hinnerups kommun, Hammels kommun, Hvorslevs kommun, Houlbjergs socken, Granslevs socken, Laurbjergs socken (alla tre i Langå kommun)                                |
| Randers kommun                  | Langå kommun (förutom de tre sydligaste socknarna), Nørhalds kommun, Purhus kommun, Randers kommun, den västra halvan av Sønderhalds kommun, Havndal-området i Mariagers kommun      |
| Odders kommun                   | Odders kommun |
| Samsø kommun                    | Samsø kommun |
| Aarhus kommun                   | Aarhus kommun |
| Viborgs kommun                  | Bjerringbro kommun, Fjends kommun, Karups kommun, Møldrups kommun, Tjele kommun, Viborgs kommun                                                                                      |
| Skive kommun                    | Sallingsunds kommun, Skive kommun, Spøttrups kommun, Sundsøre kommun |
| Region Nordjylland              | |
| Mariagerfjords kommun           | Mariagers kommun (förutom Havndal), Ardens kommun, Hadsunds kommun, Hobro kommun, Hannerupgaard ejerlav (Nøragers kommun), Hvilsoms skoldistrikt (Aalestrups kommun)                 |
| Thisteds kommun                 | Hanstholms kommun, Thisteds kommun, Sydthy kommun |
| Morsø kommun                    | Morsø kommun |
| Vesthimmerlands kommun          | Aalestrups kommun (undantaget Hvilsoms skoldistrikt), Farsø kommun, Løgstørs kommun, Aars kommun                                                                                     |
| Jammerbugts kommun              | Brovsts kommun, Fjerritslevs kommun, Pandrups kommun, Aabybro kommun |
| Brønderslevs kommun             | Brønderslevs kommun, Dronninglunds kommun |
| Frederikshavns kommun           | Frederikshavns kommun, Skagens kommun, Sæby kommun |
| Aalborgs kommun                 | Hals kommun, Nibe kommun, Sejlflods kommun, Aalborgs kommun |
| Hjørrings kommun                | Hirtshals kommun, Hjørrings kommun, Løkken-Vrå kommun, Sindals kommun |
| Læsø kommun                     | Læsø kommun |
| Rebilds kommun                  | Nøragers kommun, Skørpings kommun, Støvrings kommun |